# Marco Claudio Marcello Esernino (pretore 19)
Marco Claudio Marcello Esernino (in latino Marcus Claudius Marcellus Aeserninus; ... – post 23) è stato un politico romano.

## Origini familiari
Esernino era figlio dell'omonimo Marco Claudio Marcello Esernino, un membro del collegio dei Quindecemviri Sacris Faciundis. Il padre era a sua volta figlio di Marco Claudio Marcello Esernino, console nel 22 a.C. e di Asinia. Suo nonno paterno era figlio dell'omonimo legionario della guerra sociale, Marco Claudio Marcello Esernino, mentre la nonna paterna era figlia di Gaio Asinio Pollione, oratore e console nel 40 a.C. La sua famiglia diventò ricca, grazie ai facoltosi avvocati che ne facevano parte.

## Biografia
Nel 19 Esernino fu eletto praetor peregrinus sotto il Principato dell'imperatore Tiberio. Nel 20 Gneo Calpurnio Pisone lo chiamò a deporre in suo favore al processo per la morte di Germanico, ma Esernino rifiutò. Tra il 20 e il 23 fu uno dei curatori per il ripristino degli argini del Tevere.
Ebbe un figlio, Asinio Marcello.